# Діонісіо Анцилотті
Діонісіо Анцилотті (італ. Dionisio Anzilotti; 20 лютого 1867, Пеша — 23 серпня 1950, Уццано) — італійський юрист і дипломат; професор міжнародного права. Дійсний член Італійської АН з 1929 року. Заступник генерального секретаря Ліги Націй (1920—1921), президент палати міжнародного правосуддя (1928—1930). У 1936 році він став іноземним членом королівської академії мистецтв і наук Нідерландів; у 1938 році обраний іноземним почесним членом Американської академії мистецтв і наук.